# Менамская низменность
Мена́мская ни́зменность — низменность на полуострове Индокитай, в Таиланде, большей частью в бассейне реки Менам (Чаупхрая). Открывается в Сиамский залив Южно-Китайского моря.

## Рельеф и геология
Низменность занимает тектоническую впадину, расположенную между горами центральной части Индокитая (хребты Кхунтхан, Танентаунджи, Билау) на западе и плато Корат на востоке. Протяжённость с севера на юг составляет 500 км, ширина — до 200 км, площадь — около 100 000 км². Низменность сложена аллювиальными отложениями реки Менам и её притоков Пинг и Пасак. В рельефе преобладают равнины, на севере с грядами останцовых холмов, сложенных преимущественно известняками.

## Климат и гидрография
Климат района субэкваториальный муссонный, количество осадков — свыше 1000 мм в год. В ландшафте преобладают листопадные тропические леса и кустарники. Густая речная сеть, многочисленные болота, система оросительных каналов. Реки несут большое количество наносов, которые отлагаются в дельте Менама.
Менамская низменность — главная житница Таиланда, значительные площади распаханы под посевы риса (до 3 урожаев в год). На территории низменности проживает большая часть населения Таиланда, также здесь расположена столица страны — Бангкок.